# Frédéric Bonnaud
Pour les articles homonymes, voir Bonnaud (homonymie).
Frédéric Bonnaud, né le 27 juin 1967 à Avignon, est un journaliste et animateur de radio français, ancien directeur de la rédaction des Inrockuptibles et, depuis janvier 2016, directeur de la Cinémathèque française.
Comme critique puis à la tête de la cinémathèque, il est le sujet de plusieurs polémiques.

## Biographie
Frédéric Bonnaud est le fils de l'historien Robert Bonnaud. Titulaire du baccalauréat, il commence sa carrière au milieu des années 1990 comme critique de cinéma dans le magazine Les Inrockuptibles. Il est aussi assistant de Danièle Hibon au département Cinéma de la Galerie nationale du Jeu de Paume. Il débute comme magasinier gestionnaire à l'INA, rue Cognac-Jay.

### France Inter
Sur une suggestion de Bernard Lenoir, il est engagé par France Inter comme chroniqueur cinéma dans l'émission La partie continue animée par Albert Algoud. Il participe également parfois au Masque et la Plume et au Cercle sur Canal Plus.
À la rentrée 2003, Jean-Luc Hees, directeur de France Inter, lui confie la tranche culturelle 18 h-19 h. Durant trois saisons, il anime l'émission Charivari diffusée quotidiennement de juillet 2003 à juin 2006.

### La Bande à Bonnaud(2006-2007)
De septembre 2006 à juin 2007, il anime sur la même station l'émission La Bande à Bonnaud, avec Sandra Freeman et Arnaud Viviant (des Inrockuptibles), ainsi qu'Hervé Pauchon (reportage-feuilleton se déroulant sur la semaine), et les chroniqueurs Franck Annese, Philippe Collin, et François Simon. D'une durée d'une heure et demie, cette émission permet à un invité (écrivain, photographe, musicien…) de présenter son œuvre ou un ouvrage. À la suite d'un désaccord avec la direction de France Inter, l'émission n'est pas reconduite à la rentrée 2007 et Frédéric Bonnaud est évincé des antennes de Radio France, malgré un mouvement de grève d'autres journalistes de la chaîne. Dans un entretien au Monde en juillet 2007, il dénonce les dérives de la radio publique et regrette que « la direction de France Inter soit obsédée par l'audience ».

### De Morandini auxInrocks
Pour les saisons 2007-2008 et 2008-2009, Frédéric Bonnaud est chroniqueur sur Europe 1 dans l'émission de Jean-Marc Morandini, pour un billet que la station qualifie de « politiquement incorrect ». L'éditorialiste fait de Nicolas Sarkozy son sujet de prédilection. Chaque fait, chaque parole du locataire de l'Élysée sont une source d'inspiration. Il devient également chroniqueur sur Canal+ Cinéma dans l'émission Le Cercle animée par Frédéric Beigbeder. De septembre 2008 à septembre 2009, Frédéric Bonnaud tient également une chronique dans le journal Siné Hebdo.
En août 2009, il rejoint Guillaume Durand sur France 2 pour participer à son émission L'objet du scandale. Il tient également sur Europe 1 une chronique quotidienne consacrée à la télévision.
À la rentrée 2010, de retour sur Radio France, il anime l'émission Plan B pour Bonnaud sur Le Mouv' de 17 h à 18 h. Après avoir été évincé de la grille à la fin de l'année 2013, Bonnaud dénonce « un brusque changement de ligne éditoriale […] La culture que je représente n'est plus la bienvenue sur cette chaîne ».
De janvier 2012 à juillet 2018, il coanime sur Arte une émission culturelle et décalée Personne ne bouge !, avec Philippe Collin et Xavier Mauduit (à 17 h 45). Frédéric Bonnaud anime l'émission politique En direct de Mediapart, diffusée en vidéo le vendredi soir à intervalles irréguliers sur le site Mediapart ainsi que sur Dailymotion jusqu'en décembre 2015.
Le 18 janvier 2013, il est nommé directeur de la rédaction des Inrockuptibles en remplacement d'Audrey Pulvar. En novembre 2013, il consacre une couverture du magazine à Roman Polanski qui suscite une polémique auprès d'associations féministes. Pour Bonnaud, le cinéaste a payé d'une « certaine manière son après-midi d'égarement alcoolisé » avec sa victime Samantha Geimer. Après les attentats de novembre 2015, Frédéric Bonnaud fait le choix de mettre en une un dessin représentant le prophète Mahomet, ainsi qu'un texte de l'écrivain Michel Houellebecq sur la liberté d'expression dans ses pages intérieures. En 2005, peu avant la condamnation du réalisateur Jean-Claude Brisseau pour harcèlement sexuel, il avait fait partie des signataires d’une pétition de soutien à ce dernier publiée par Les Inrockuptibles.
Ses partis pris tranchés en tant que critique peuvent parfois gêner. En 1999, il fait partie des critiques de cinéma épinglés par un texte intitulé « Manifeste des réalisateurs en colère » publié dans le journal Libération. Dans ce texte, des cinéastes reprochent notamment à Frédéric Bonnaud un « plaisir de détruire » les films dans ses articles. « L'exemple le plus caricatural et le plus pitoyable se trouve dans Les Inrockuptibles quand quelques mois avant la sortie et sans en avoir vu aucun, Frédéric Bonnaud et Serge Kaganski donnent la liste des films de la rentrée 1996 sous le titre : “Les films qui nous donnent envie de changer de métier” », peut-on ainsi lire dans le manifeste.

### Directeur de la Cinémathèque française
En décembre 2015, il est choisi pour succéder à Serge Toubiana au poste de directeur de la Cinémathèque française.
Dans un entretien au Monde, il confie avoir des « pulsions de transgression ».
Le jour de la passation de relais entre l'ex et le nouveau directeur de la Cinémathèque française, une lettre filmée d'une étudiante et ex-employée dénonce les conditions de travail des personnels d'accueil de l'institution. La vidéo qui dénonce un management brutal et des emplois du temps ingérables dépasse les 66 000 vues et déclenche des centaines de commentaires. Frédéric Bonnaud y répond lors d'une interview à France Musique en déclarant : « Je pense qu’hôtesse d’accueil, caissier, guichetier ou ouvreuse, ça doit rester des petits jobs d’étudiants, au risque de choquer. Moi, je ne me vois pas signer un CDI à vie pour que quelqu’un vende des billets à la Cinémathèque. »
Le 6 mai 2016, la Cinémathèque est occupée par une soixantaine de manifestants pour lutter contre le projet de loi travail et la précarisation de l’emploi dans les organismes culturels. Frédéric Bonnaud choisit pour la première fois depuis la création de l’établissement de faire intervenir les forces de l'ordre pour les déloger. « La Cinémathèque française qui était en février 1968 le berceau d'un mouvement social naissant, l'a jeté cette nuit avec l'eau du bain », titre Les Inrockuptibles. Un collectif des précaires des métiers de la culture et ses sympathisants dénonce une « tache indélébile dans l'histoire de la Cinémathèque française ». Son ancien collègue et ami Jean-Baptiste Morain lui écrit une lettre ouverte en estimant qu'il est « insupportable d'admettre que cette institution, avec son histoire et son passé glorieux, chaotiques, mouvementés, voire parfois folkloriques, puisse aujourd'hui adopter en les assumant des méthodes policières et de gestion du personnel proprement de droite. »
À l'heure de l'avènement des séries et de Netflix, et alors que la profusion de sorties éclipse les grands classiques, il estime que la « cinéphilie ne doit mépriser aucun genre ». « J'essaie de satisfaire les habitués et d'attirer un nouveau public », confie Bonnaud qui promet une prochaine exposition consacrée à Louis de Funès en 2020. « C'est un organisme culturel qui sert à préserver le patrimoine cinématographique mais aussi à le montrer», explique-t-il au sujet de la Cinémathèque au micro d'Europe 1 en informant que l'établissement réalise plus de 260 000 entrées par an.

## Polémiques
En tant que directeur général de la Cinémathèque française, sa programmation et ses propos sont considérés comme sexistes et outranciers par des cinéphiles, universitaires et professionnels du cinéma à l’occasion de différentes affaires :
- En février 2017, il publie un texte de Philippe Garnier présentant la rétrospective Dorothy Arzner, article dénoncé comme misogyne dans la presse[27],[28]. Frédéric Bonnaud continue d’inviter ce critique régulièrement dans l’institution pour programmer et présenter des séances[29],[30],[31].
- En novembre 2017, en pleine affaire Weinstein, Frédéric Bonnaud programme des rétrospectives consacrées aux réalisateurs Roman Polanski, condamné dans une affaire d’abus sexuel sur une mineure, et Jean-Claude Brisseau, condamné pour harcèlement sexuel et agression sexuelle sur trois actrices. Après le tollé suscité par ces hommages organisés en présence des réalisateurs, Bonnaud réagit, alors qu'il est invité de Médiapart le 8 novembre 2017, en dénonçant un « choc totalitaire » orchestré par des femmes qu’il qualifie de « demi-folles »[32],[33]. Évoquant le sort du cinéaste Bernardo Bertolucci[34], il déclare : « Je pourrais inviter Bernardo Bertolucci. Eh bien non ! Je ne vais pas l'inviter à Paris pour qu'il se fasse traiter de violeur par des demi-folles alors que c'est un immense cinéaste », en référence à la scène de viol mise en scène par Bertolucci dans Le Dernier Tango à Paris, entre Marlon Brando et Maria Schneider qui, par la suite, avait expliqué s'être sentie humiliée et un peu violée par Brando et par Bertolucci, car ils avaient décidé, sans la prévenir, de modifier la scène du viol en y ajoutant la fameuse utilisation de beurre en guise de lubrifiant[35],[36],[37]. Frédéric Bonnaud associe les remises en question de la célébration d'hommes coupables de violences sexuelles à « un retour à l'ordre moral » et une volonté de censure puritaine comparable à celle de « catholiques intégristes »[32]. L’association Osez le féminisme ! et les initiateurs de la pétition s’opposant à l’hommage avaient préalablement répété plusieurs fois (notamment à l’antenne de France 5) « que ce n’était pas la présentation de l’œuvre de Polanski qui posait problème, mais bien la venue du réalisateur »[38]. En ouverture de la rétrospective Polanski, Frédéric Bonnaud dénonce à l’égard du cinéaste « des amalgames les plus douteux et les plus injurieux »[39]. Dans un communiqué, la Société des réalisateurs de films lui répond en regrettant que sa gestion de crise ne soit pas à la hauteur des événements[40]. Le 6 mars 2018, des salariés de la Cinémathèque française reprochent à leur tour au directeur de l'institution, à travers un tract anonyme, « des propos insultants sur les femmes » et demandent une « approche incluante et pondérée des sujets complexes »[41].
- En novembre 2017, le réalisateur lituanien Šarūnas Bartas, accusé par deux femmes d’actes de harcèlement et d’agressions sexuelles, est également programmé à la Cinémathèque[42]. Lors de l'invitation du cinéaste lituanien, l’institution coupe court à toute question gênante, selon Libération[43]. Le 3 janvier 2018, Frédéric Bonnaud déclare, en se désignant comme victime, dans un long entretien à Première : « Comme du temps du maccarthysme aux États-Unis, je me retrouve dans la position de celui qui est poussé à s’autocensurer et à faire extrêmement attention à chacun de ses gestes[44]. » À la suite de la parution de l’article « La Cinémathèque pose une chape de plomb sur la question des violences sexuelles », il met en cause de manière virulente un manquement aux règles déontologiques de la part des journalistes de Libération et Mediapart, accusations jugées non fondées, « profondément injustes, parfois diffamatoires » par le directeur éditorial de Mediapart[45],[46],[47].
- En novembre 2019, une nouvelle polémique éclate avec la sortie du film J'accuse, réalisé par Roman Polanski après le sixième témoignage d’une femme accusant le cinéaste de viol lorsqu’elle était adolescente[48],[49],[50]. Valentine Monnier dénonce un viol mais aussi le soutien dont le réalisateur a bénéficié de la part du ministère de la Culture[51]. Invité à s'expliquer après la rétrospective qu'il lui a consacré deux ans plus tôt, Frédéric Bonnaud se « mure dans le silence » malgré deux appels et deux SMS, selon l'émission de télévision Quotidien[52], à l'image de l'embarras général du milieu du cinéma face à cette nouvelle affaire[53].
- En décembre 2024, la projection du Dernier Tango à Paris est annulée à la suite des nombreuses demandes de contextualisation et de médiation[54]. Frédéric Bonnaud répète qu’il ne fera pas de la Cinémathèque un lieu de débats et refuse d'y faire entrer tous les délires sociétaux[55]. Il accuse Chloé Thibaud de messages comminatoires, menaçant de « mettre la misère » à la direction si la Cinémathèque ne lui confiait pas la présentation du Dernier tango à Paris. La journaliste avait envoyé deux e-mails, publiés sur les réseaux sociaux, demandant simplement une séance de médiation[54]. Frédéric Bonnaud ainsi que le DG, la DGA et le programmateur sont auditionnés le 16 janvier 2025 par la commission d'enquête relative aux violences commises dans les secteurs du cinéma, de l'audiovisuel, du spectacle vivant, de la mode et de la publicité, présidée par Sandrine Rousseau[56].